# Borik (Banja Luka)
Pour les articles homonymes, voir Borik.

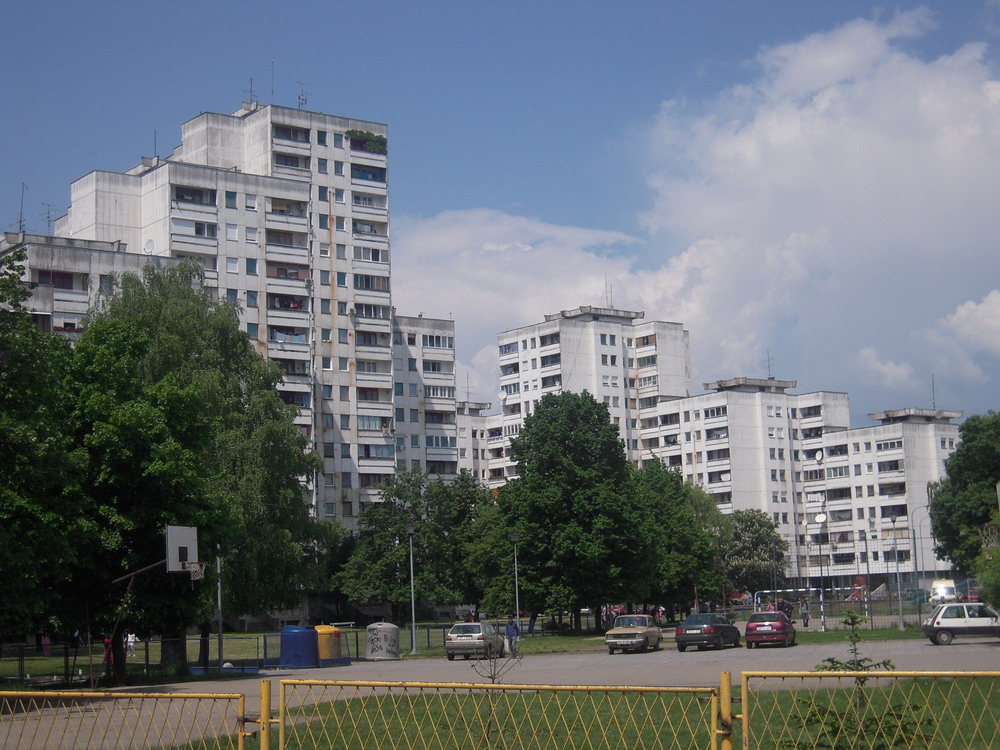
Immeubles du quartier

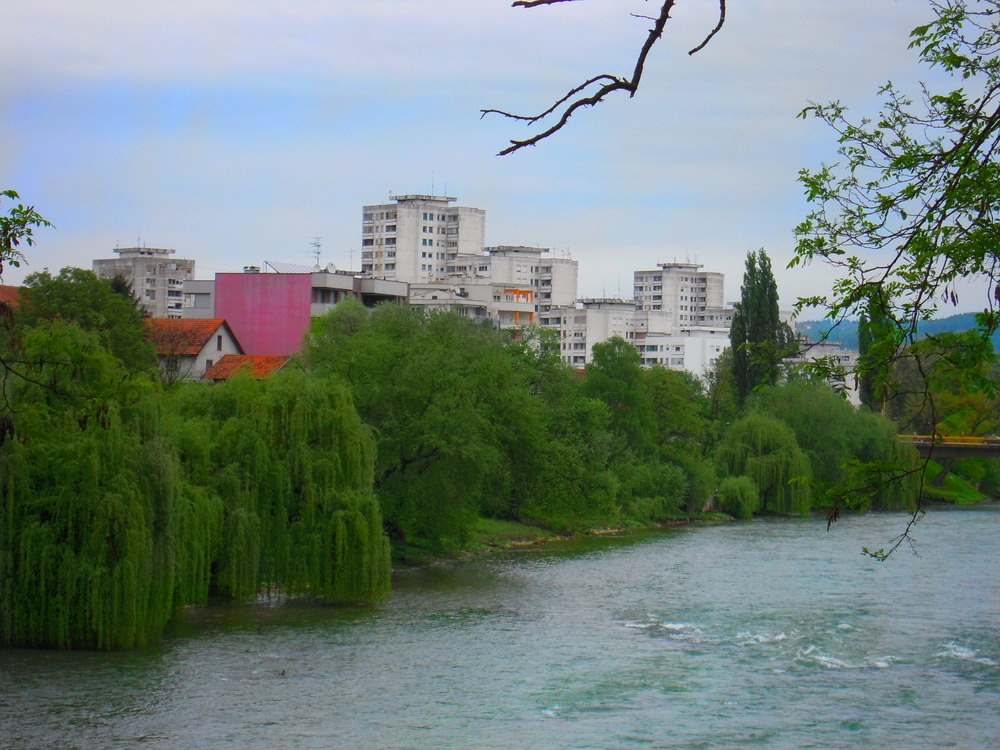
Vu du Vrbas

Borik (en serbe cyrillique : Борик), est un quartier de Banja Luka en Bosnie-Herzégovine. Il est divisé en deux communautés locales, Borik I et Borik II. Au recensement de 1991, il comptait 11 862 habitants, dont une majorité relative de Serbes.

## Localisation
Borik à l'est du centre ville de Banja Luka, sur la rive gauche de la rivière Vrbas. Cette rivière et ses affluents délimitent le quartier au sud et à l'est.

## Histoire
Le quartier a été construit après le tremblement de terre de 1969, notamment pour accueillir les sans logis.

## Caractéristiques
Sur le territoire de Borik se trouve le stade où les équipes du RK Borac Banja Luka et du KK Borac Banja Luka jouent leur matchs.

## Démographie
En 1991, le quartier de Borik était divisé en quatre communautés locales, Borik I, II, II et IV.
Au recensement de 1991, Borik I comptait 3 973 habitants, répartis de la manière suivante :
Au recensement de 1991, Borik II comptait 4 041 habitants, répartis de la manière suivante :
Au recensement de 1991, Borik III comptait 2 220 habitants, répartis de la manière suivante :
Au recensement de 1991, Borik IV comptait 1 628 habitants, répartis de la manière suivante :